# 瑪格麗特·湯普森
瑪格麗特·湯普森（英語：Margaret Thompson）是一名在HBO犯罪電視劇《酒私風雲》中的虛構角色，由凱莉·麥當勞飾演。她是居住在1920年代新澤西州大西洋城的愛爾蘭移民，也是大西洋縣財務主管與犯罪首領伊努·「努基」·湯普森（史提夫·布斯美 飾演）的情婦和最後一任妻子。

## 背景
本名瑪格麗特·凱薩琳·希拉·羅翰（Margaret Catherine Sheila Rohan），大約1893年在愛爾蘭島凱里郡出生，她在貧窮的天主教家庭中成長，她的嗜酒父親為一家之主。她居住在天普列諾，她的綽號是"Peg"。她在青年時懷孕，由僱主的兒子經手，她的家人送她到抹大拉的庇護所。她鋌而走險逃跑出來後，偷了她哥哥Eamonn（托尼·庫蘭 飾演）的遺產並移居至美國。她於1909年9月27日在戈爾韋出發，10月12日到達美國。她在航行期間流產。
一段時間後，她嫁給Hans Schroeder（約瑟夫·斯科拉 飾演），有兩名孩子，Teddy和Emily。Schroeder是一名嗜酒者，曾打過她，此舉激發她加入基督教婦女禁酒聯盟和引進至禁酒時期的沃爾斯泰德法通過的運動。

### 第一季
在劇集首集中，瑪格麗特懷了Schroeder的第三個孩子。擔心Schroeder會把家人酗酒至貧窮，她去找努基，並問他給Schroeder一份工作。努基立刻被她吸引，承諾幫助，並給她一些錢。那天晚上，Schroeder找到這些錢，並嚴重歐打她至流產。憤怒的努基命令他的弟弟Eli（希亞·溫漢 飾演）和Ray Halloran（Adam Mucci 飾演）把他殺死。在瑪格麗特恢復後，努基給她在時裝店找到一份女售貨員的職位。瑪格麗特和努基變得親密，努基被她在討論關於女性參政權時反對他的合夥人參議員華爾特·埃奇（傑里夫·貝爾遜 飾演）而特別留下深刻的印象。在服裝店工作期間瑪格麗特曾偷過店裡衣服來打扮自己。
一天晚上，她注意到努基的市議員Jim Neary（羅伯·哥希斯 飾演）監督在她房子附近卸貨的一輛啤酒卡車，當努基漠視她要求對禁酒聯盟的幫助時，便告訴聯邦探員尼爾森·范奧登（米高·沙朗 飾演）在那裡的啤酒正在被運送。努基被她的勇氣打動，而他們成為戀人。在一次與努基的前情婦Lucy Danziger（帕茲·德·拉·維爾塔 飾演）於時裝店進行繃緊交流後，瑪格麗特辭去了工作和努基同居。
瑪格麗特開始享受她現在的富裕生活，並向她的孩子稱讚他們的父親是一個大人物；但不久以後就被努基的貪腐問題所困擾。一天晚上，努基打電話告訴她他的弟弟Eli被槍擊，並要求她從保險箱裡取回賬簿，賬簿詳述了努基從非法私酒中獲得的利潤。范奧登探訪她的家，告訴她努基殺死了她的丈夫，而且她正在賭著她的靈魂與努基一起。這個啟示使她不確定努基對她的真實感受，當她意識到他正在利用她與禁酒聯盟的聯繫在女性選民之中穩住政治支持時，她的懷疑越來越糟糕，並看到他和前情婦談話。她與努基激烈爭論，從中他默認殺死她的丈夫後，她便結束了兩人的關係。
瑪格麗特得知，在幾年前，努基的嬰兒因肺炎而死，而且他的妻子自殺。她與他會面並表示同情，而他告訴她，他與她和她的孩子在一起的時期是他一生中最開心的日子。被努基的誠意所打動，並意識到她的家人可能在沒有他支持的情況下會餓死，瑪格麗特便重新恢復了她跟努基的關係，並在他的身邊度過1921年的新年。

### 第二季
幾個月後，瑪格麗特和她的孩子與努基一起住在新澤西州馬蓋特一間富麗堂皇的房子裡。努基非正式收養Teddy和Emily，要求他們稱他為爸爸。當努基因選舉舞弊被捕，加上賄賂和謀殺罪名即將發生時，他們的世外桃源受到威脅。瑪格麗特前往新澤西州警方正在搜查的努基辦公室，偷取了顯示有罪的賬簿，以保護努基。她還接受他的房地產持有的臨時監護權，使其不受政府的影響。當努基和Eli在努基的家裡發生暴力爭吵時，瑪格麗特用槍口強迫Eli離開。
瑪格麗特得知她的哥哥Eamonn一家住在布魯克林。她前往探望並試圖重新與他們和好，但是Eamonn認為瑪格麗特虛榮且偽善，禁止她再次登門。她十分沮喪地回到家中，主動與努基的得力助手Owen Sleater（查理·考克斯 飾演）一起上床，消除了痛苦。
當Emily患上小兒麻痺症時，瑪格麗特自責，認為女兒的病是天譴。她被美國檢查官助理Esther Randolph（茱莉安娜·妮克遜 飾演）傳召，作不利於努基的證明，並認為這樣做是為了彌補自己的罪過，即使這意味著可能把努基送到電椅上。努基告訴她，他想和她結婚，成為一個更好的人，同時承認結婚將使她無法出庭作證對抗他。她不知道該怎麼辦，直到她看到他教導Emily用她的支架走路。她意識到他愛她和她的孩子，並在第二天向她的教區牧師全面懺悔後結婚。她的保護聲明以及對努基不利的證人突然被謀殺，中斷了Randolph的案件審理，最終美國檢察官辦公室被迫放棄指控。
第二天早上，努基告訴她，他「遇到」曾經與他不和的吉米·達摩狄，並且與他和解。當他告訴她吉米已經重新入伍時，瑪格麗特意識到努基殺死了他。為了懲罰他，瑪格麗特把努基已給她的房地產（他打算利用此地產投資一筆有利可圖的建築交易）捐給她的教區。

### 第三季
第三季中，設定在16個月後，瑪格麗特和努基的婚姻已近破裂，他們常常把爭吵花在一些瑣事上。當瑪格麗特看到努基與他的情婦Billie Kent（梅格·錢伯斯·斯蒂德爾 飾演）時，情況就已經越來越嚴重了。當她、努基和孩子們與Eli和他的家人一起度過復活節的時候，她對她的嫂子June（Nisi Sturgis 飾演）吐露她不快樂。
瑪格麗特忙於慈善事業，為她捐贈給教堂的土地資助了一間醫院的全新部門。當一名病人在她面前流產時，瑪格麗特呼籲醫學院長提供更好的產前護理，但他打消了她的顧慮。她讓他在負責天主教醫院的主教面前難堪，並強迫醫學院長組織一個關於生殖健康的課程。然而，瑪格麗特在修女長方面面臨困難，因為修女長試圖刪改醫生在課堂上教導患者的信息。最終，醫院委員會命令取消課程。
努基與紐約黑幫吉普·羅賽迪（鮑比·坎納瓦爾 飾演）發生戰爭，以及來自檢察長辦公室即將提出的起訴經常地令他遠離家門，他讓Owen負責保護瑪格麗特和孩子們。於是瑪格麗特和Owen重新開始他們的曖昧關系，而Owen告訴她，他想和她一起私奔。當瑪格麗特得知自己已經懷了Owen的孩子時，她告訴Owen當時機成熟的時候，她就會和他一起離開。不久後，Owen被羅賽迪的老大喬·馬塞里亞（Ivo Nandi 飾演）所殺害。馬塞里亞把Owen的屍體運到努基的酒店套房，瑪格麗特在看到屍體時大哭起來，並埋怨是努基害死了他。努基從她的反應中意識到她和Owen有曖昧，但卻安排她和孩子們躲開馬塞里亞的手下。
瑪格麗特帶著孩子們離開大西洋城，以她的娘家姓搬到布魯克林。在那裡，她墮胎了。努基找到她，並試圖說服她回到可以重新開始的家。瑪格麗特拒絕了他的提議也拒絕接受他的任何補貼。

### 第四季
到了第四季，設定在1924年，瑪格麗特當時在證券投資辦公室中擔任秘書。她透過幫助老闆欺騙顧客投資無價值的財產來賺取額外的收入。偶然間她與努基有一場尷尬的重逢，努基交給她一份送給Teddy的禮物，並告訴她他的貼身管家Eddie Kessler（安東尼·拉休拉 飾演）已經自殺了，家裡需要一位女主人；瑪格麗特不置可否。
有一次她非常震驚地發現努基的合夥人阿諾·羅斯汀（米高·舒伯 飾演）出現在她老闆的辦公室裡，並用化名投資，羅斯汀付給她100美元來保密。當羅斯汀得知瑪格麗特的老闆正在詐騙他時，他與瑪格麗特達成了合作，根據瑪格麗特的條件為她提供了一個舒適的新住所並定期給予金錢，以換取她的內幕消息。

### 第五季
第五季開始於1931年，瑪格麗特依舊在受到經濟大蕭條沈重打擊的投資辦公室工作且已小有權力。在她的老闆自殺後，該公司的管理層發現了她與羅斯汀交易的證據，使她的工作陷入危機之中。於是她去找羅斯汀的遺孀Carolyn 尋求幫助，Carolyn卻反而威脅要公開揭露瑪格麗特與努基的關係，除非瑪格麗特給她羅斯汀生前持有的非法股票交易的利潤。絕望之下，瑪格麗特在多年來第一次去找努基。努基同意提供幫助，但是瑪格麗特懷疑他在謀劃些什麼。果然，努基給了她錢來賄賂Carolyn，條件是她為他壓低競爭對手Mayflower Grain公司的股票價格。當Mayflower Grain公司的股票暴跌時，公司的合夥人之一約瑟夫·甘迺迪（馬特·萊斯切爾 飾演）出現在她的辦公室要求對此答復。她順勢建議甘迺迪沽空股票，從而為他和自己攫取到了巨額利潤。甘迺迪對瑪格麗特的才華很感興趣，給了她一部分股票利潤，並提出要與她展開合作。最後變得十分富有的瑪格麗特與落魄的努基見了最後一面，在跟他跳完慢舞後兩人就此永別了。

## 評價讚譽
2011年，凱莉·麥當勞與《酒私風雲》的其餘演員獲得美國演員工會獎的電視戲劇類最佳集體演出獎。